# Ivanje (gmina Bijelo Polje)
Ivanje (cyr. Ивање) – wieś w Czarnogórze, w gminie Bijelo Polje. W 2011 roku liczyła 359 mieszkańców.